# Josué Cláudio de Souza
Josué Cláudio de Souza (Itajaí, 20 de novembro de 1910 — Manaus, 13 de agosto de 1992) foi um advogado, radialista, empresário e político brasileiro com atuação no Amazonas.
Foi fundador da Rádio Difusora do Amazonas e deputado estadual, deputado federal, prefeito de Manaus, senador e governador em exercício do Estado.

## Biografia
Bacharel em Ciências Jurídicas e Sociais em 1943 pela Faculdade de Direito do Rio de Janeiro (então Distrito Federal) era filho de Fernando José de Souza Júnior e Maria Leonor Cláudio de Souza.
Ingressou da União Democrática Nacional (UDN) e elegeu-se deputado estadual em três legislaturas, participando da Assembleia Estadual Constituinte em 1947. Elegeu-se deputado federal em 1954, transferindo-se depois para o Partido Trabalhista Brasileiro (PTB), e sendo eleito suplente do senador Vivaldo Lima Filho em 1958, chegando a exercer o mandato em virtude de convocação.
Foi o primeiro prefeito eleito de Manaus na era pós-getulista, de 1962 a 1964, quando renunciou. Foi conselheiro do Tribunal de Contas do Estado do Amazonas. Retornou à política filiado à Aliança Renovadora Nacional (ARENA) como deputado federal em 1978 e 1982, quando já estava filiado ao Partido Democrático Social (PDS). Na nova legislatura ausentou-se da votação da emenda Dante de Oliveira em 1984 e votou em Paulo Maluf no Colégio Eleitoral em 1985.